# Upplands runinskrifter 832
Upplands runinskrifter 832 är ett försvunnet vikingatida runstensfragment som funnits vid Nysätra kyrka, Nysätra socken och Enköpings kommun. Fragmentet var så gott som helt fördärvat redan på 1600-talet och har senare försvunnit.
Per Stille anser att de tre runstensfragmenten U 832, U 833 och U 834 alla hör till samma runsten.

## Inskriften
Translitterering av runraden:
[...anes--...k + ista...]
Normalisering till runsvenska:
... ...
Översättning till nusvenska:
...